# Everett (Massachusetts)
Everett é uma cidade localizada no condado de Middlesex no estado estadounidense de Massachusetts. No Censo de 2010 tinha uma população de 41.667 habitantes e uma densidade populacional de 4.385,96 pessoas por km².

## Geografia
Everett encontra-se localizada nas coordenadas 42° 24′ 21″ N, 71° 03′ 17″ O. Segundo a Departamento do Censo dos Estados Unidos, Everett tem uma superfície total de 9.5 km², da qual 8.87 km² correspondem a terra firme e (6.62%) 0.63 km² é água.

## Demografia
Segundo o censo de 2010, tinha 41.667 pessoas residindo em Everett. A densidade populacional era de 4.385,96 hab./km². Dos 41.667 habitantes, Everett estava composto pelo 62.82% brancos, o 14.31% eram afroamericanos, o 0.39% eram amerindios, o 4.81% eram asiáticos, o 0.04% eram insulares do Pacífico, o 13.82% eram de outras raças e o 3.81% pertenciam a duas ou mais raças. Do total da população o 21.1% eram hispanos ou latinos de qualquer raça.